# Szúnyogirtás
A szúnyogirtás és szúnyoggyérítés a szúnyogfélék állományának csökkentése egészségmegőrzési, gazdasági és általános jólléti okokból. A járványos megbetegedések megjelenésének megakadályozására a leghatékonyabb módszer a terjesztő szúnyogok állományának kezelése.
A szúnyogirtás és szúnyoggyérítés nélkülözhetetlen közegészségügyi gyakorlat, különösen a trópusi területeken, ahol a szúnyogok olyan betegségeket terjesztenek, mint a malária vagy a Zika-vírus.

## Kémiai szúnyogirtás
Alacsonyabb ára és egyszerűbb alkalmazhatósága miatt napjainkban elsősorban idegmérgekkel irtják a kifejlett szúnyogokat. A hatóanyagot köd finomságúra porlasztott hordozóanyag segítségével lehet kijuttatni. A légi permetezéssel kiszórt méregfelhő fentről lefelé süllyedve szinte kizárólag a repülő szúnyogokra hat, mert csak így tud érintkezni a rovar testével, ahonnan a légzőrendszeren át jut a testbe. A módszer a nem repülő, a levelek fonákán rejtőzködő szúnyogokra hatástalan, éppen ezért a kémiai szórást csak este vagy hajnalban lehet végezni, amikor a szúnyogok aktívak.

### Melegködös szúnyogirtás
Melegködös szúnyogirtás esetén a talajról melegködöt képeznek gépjárművön rögzített berendezések segítségével. Ekkor az apró cseppekre bontott irtószer terjedését hő hozzáadása is segíti. Ez a technológia elsősorban növényzettel erősebben borított környezetben előnyös, de a létrejövő köd rövid időre korlátozza a látási viszonyokat, ezért forgalmas helyeken kevésbé használatos. A másik lehetőség az ULV-eljárás, ami szintén apró cseppekben juttatja ki az irtószert, de hő hozzáadása nélkül. A permetfelhő csak kis mértékben észlelhető, a közlekedést nem zavarja, ezért forgalmasabb, városias területeken elsődlegesen ezt az eljárást alkalmazzák.
A kémiai permetezés a települések belterületén zajlik.

### Légi permetezés
Légi permetezés esetén szórófejekkel érik el a vízben oldott hatóanyag porlasztását.
Magyarországon a megelőző években légi kezeléseket is alkalmaztak, azonban a légi kijuttatásra engedélyezett szúnyogirtó készítmények engedélye lejárt, így a továbbiakban ezt a technológiát csak járványügyi veszélyhelyzet esetén, az országos tisztifőorvos egyedi hozzájárulásával lehet használni.

## Biológiai szúnyogirtás
A szigorúan specifikus, szúnyogszelektív mikrobiológiai védekezés a Bacillus nembe tartozó talajlakó baktériumokat alkalmazza (Bacillus thuringiensis israelensis [Bti], Bacillus sphaericus [Bs]), melyek hatásmechanizmusára a természetes módon elpusztult szúnyoglárvák vizsgálata hívta fel a figyelmet. Ezek a mikrobák a természetes életfolyamataik során olyan spórákat termelnek, melyeket a szúnyoglárvák elfogyasztanak. A spórákból az irtani kívánt szúnyogfajok lárváinak bélcsatornájára jellemző – más fajoktól eltérő – pH-érték mellett az emésztés, a fehérjebontás során olyan anyagok képződnek, melyek megtámadják a bélbolyhok falát. Ennek következtében az emésztőcsatorna tartalma a testüregbe kerülve mérgezést, a lárvák pusztulását okozza. A módszer előnye a nagyfokú szelektivitás, az, hogy az alkalmazási dózisok szigorú betartása mellett a többi vízi élőlényre nem ártalmas, a szárazföldi rovarokra pedig értelemszerűen nincs hatással.  
A biológiai védekezés azért drágább, mint a kémiai, mert alkalmazása előtt fel kell mérni a kezelendő terület pangó vizű szúnyogbölcsőit, az ezekben fejlődő szúnyogfajokat és a lárvák fejlettségi állapotát, majd ezen adatok birtokában lehet elrendelni a baktériumos irtást. Ehhez pedig országosan kiépített, egységes elveket és szakmai gyakorlatot követő hatósági hálózatra van szükség.

## Fizikai védekezés
A fizikai védekezés (szúnyogháló alkalmazása, légáramláskeltés, ultrahangos készülékek) nem a szúnyogállományokat csökkenti, hanem az ember és a kellemetlenkedő rovar találkozását próbálják megakadályozni.